# Gare de Komoro
La gare de Komoro (小諸駅, Komoro-eki) est une gare ferroviaire de la ville de Komoro, dans la préfecture de Nagano au Japon. La gare est gérée par les compagnies JR East et Shinano Railway.

## Situation ferroviaire
La gare de Komoro est située au point kilométrique (PK) 22,0 de la ligne Shinano Railway. Elle marque la fin de la ligne Koumi.

## Histoire
La gare a été inaugurée le 15 décembre 1888.

## Service des voyageurs

### Accueil
La gare dispose d'un bâtiment voyageurs, avec guichets, ouvert tous les jours.

### Desserte
- Ligne Shinano Railway :
  - voies 1 et 3 : direction Karuizawa
  - voies 2 et 3 : direction Shinonoi et Nagano
- Ligne Koumi :
  - voies 4 et 5 : direction Sakudaira et Kobuchizawa